# オルデンブルクの君主一覧

オルデンブルク大公国の国章

オルデンブルクの君主一覧は、ドイツのオルデンブルクを中心とする領邦であったオルデンブルク伯領、オルデンブルク公国、オルデンブルク大公国の領主・君主の一覧である。

## オルデンブルク伯
オルデンブルク家
- エギルマール1世（1088年 - 1108年）
- エギルマール2世（1108年 - 1143年）
  - ハインリヒ1世（1143年 - 1167年）　オルデンブルク＝ヴィルデスハウゼン伯
- クリスチャン1世（1148年 - 1167年）
- モーリッツ1世（1167年 - 1209年）
- オットー1世（1209年 - 1251年）
- クリスチャン2世（1209年 - 1233年）
- ヨハン1世（1244年 - 1272年）
- オットー2世（1272年 - 1301年）　オルデンブルク＝デルメンホルスト伯
- クリスチャン3世（1272年 - 1278年）
- ヨハン2世（1278年 - 1305年）
- クリスチャン4世（1302 - 1323年）
- ヨハン3世（1302年 - 1342年）
- ヨハン4世（1331年 - 1356年）
- コンラート1世（1345年 - 1368年）
- コンラート2世（1368年 - 1386年）
- モーリッツ2世（1385年 - 1420年）
- クリスチャン5世（1368年 - 1398年）
- クリスチャン6世（1398年 - 1423年）
- ディートリヒ（1423年 - 1440年）
- クリスチャン7世（1488年 - 1492年）　デンマーク王クリスチャン1世
- モーリッツ4世（1463年 - 1464年）　オルデンブルク＝デルメンホルスト伯
- ゲルハルト（1450年 - 1483年）
- アドルフ（1483年 - 1500年）
- ヨハン5世（1500年 - 1526年）
- 共治
  - ヨハン6世（1526年 - 1548年）
  - ゲオルク（1526年 - 1551年）
  - クリストファ（1526年 - 1566年）
  - アントン1世（1526年 - 1573年）
- ヨハン7世（1573年 - 1603年）
- アントン・ギュンター（1603年 - 1667年）

- デンマークによる支配（1667年 - 1773年）

ホルシュタイン＝ゴットルプ家
- パウル（1773年）　ロシア皇帝パーヴェル1世
- フリードリヒ・アウグスト（1773年 - 1774年）　スウェーデン王アドルフ・フレドリクの弟。

## オルデンブルク公
ホルシュタイン＝ゴットルプ家
- フリードリヒ・アウグスト1世（1774年 - 1785年）
- ヴィルヘルム（ペーター・フリードリヒ・ヴィルヘルム、1785年 - 1815年）　フリードリヒ・アウグスト1世の子。
  - フランスによる支配（1810年 - 1813年）

## オルデンブルク大公
ホルシュタイン＝ゴットルプ家
- ヴィルヘルム（ペーター・フリードリヒ・ヴィルヘルム、1815年 - 1823年）
- ペーター1世（ペーター・フリードリヒ・ルートヴィヒ、1823年 - 1829年、摂政：1785年 - 1823年）　ヴィルヘルムの従弟。
- アウグスト（パウル・フリードリヒ・アウグスト、1829年 - 1853年）　ペーター1世の子。
- ペーター2世（ニコラウス・フリードリヒ・ペーター、1853年 - 1900年）　アウグストの子。
- フリードリヒ・アウグスト（1900年 - 1918年）　ペーター2世の子。